# 다이애나 비커스
다이애나 비커스(Diana Vickers, 1991년 7월 30일 ~ )는 잉글랜드의 가수이다.

## 앨범
- 2010년 Once
- 2010년 songs from the tainted cherry tree
- 2010년 The boy Who murdered love(single)
- 2015년 Music to make boys cry